# FA Cup 2010-11
La FA Cup 2010-11 es la 130.ª edición del torneo de fútbol más antiguo del mundo, la Copa de Inglaterra.
En esta participarán 759 clubes de Inglaterra.
Este torneo empezó el 14 de agosto de 2010 y terminó el 14 de mayo de 2011 en el estadio de Wembley.

## Calendario
| Ronda                        | Fecha de Juego           | N.º de Partidos | Clubes    | Nuevos participantes | ligas de nuevos participantes                                                              |
| ---------------------------- | ------------------------ | --------------- | --------- | -------------------- | ------------------------------------------------------------------------------------------ |
| Ronda extra preliminar       | 14 de agosto de 2010     | 201             | 759 a 357 | 402: 358º a 759º     | Niveles 9, 10 y 11 del Sistema de ligas de fútbol de Inglaterra                            |
| Ronda preliminar             | 28 de agosto de 2010     | 166             | 558 a 392 | 131: 227º a 357º     | Nivel 8 del Sistema de ligas de fútbol de Inglaterra                                       |
| Primera ronda clasificatoria | 11 de septiembre de 2010 | 116             | 392 a 276 | 66: 161.º a 226.º    | Nivel 7 del Sistema de ligas de fútbol de Inglaterra                                       |
| Segunda ronda clasificatoria | 25 de septiembre de 2010 | 80              | 276 a 196 | 44: 117.º a 160.º    | Nivel 6 del Sistema de ligas de fútbol de Inglaterra (Conference North y Conference South) |
| Tercera ronda clasificatoria | 9 de octubre de 2010     | 40              | 196 a 156 | Ninguno              | Ninguno                                                                                    |
| Cuarta ronda clasificatoria  | 23 de octubre de 2010    | 32              | 156 a 124 | 24: 93.º a 116.º     | Nivel 5 del Sistema de ligas de fútbol de Inglaterra (Conference National)                 |
| Primera fase                 | 6 de noviembre de 2010   | 40              | 124 a 84  | 48: 45.º a 92.º      | Football League One y Football League Two                                                  |
| Segunda fase                 | 27 de noviembre de 2010  | 20              | 84 a 64   | Ninguno              | Ninguno                                                                                    |
| Treintaidosavos de final     | 8 de enero de 2011       | 32              | 64 a 32   | 44: 1º a 44.º        | Premier League y Football League Championship                                              |
| Dieciseisavos de final       | 29 de enero de 2011      | 16              | 32 a 16   | Ninguno              | Ninguno                                                                                    |
| Octavos de final             | 19 de febrero de 2011    | 8               | 16 a 8    | Ninguno              | Ninguno                                                                                    |
| Cuartos de final             | 12 a 13 de marzo de 2011 | 4               | 8 a 4     | Ninguno              | Ninguno                                                                                    |
| Semifinal                    | 16 y 17 de abril de 2011 | 2               | 4 a 2     | Ninguno              | Ninguno                                                                                    |
| Final                        | 14 de mayo de 2011       | 1               | 2 a 1     | Ninguno              | Ninguno                                                                                    |

## Fase final (a partir de cuartos)
|  | Cuartos de final  | Cuartos de final  | Cuartos de final |   |                  | Semifinales      | Semifinales      | Semifinales      |  |  | Final           | Final      | Final      |
|  | 12 a 13 de marzo  | 12 a 13 de marzo  | 12 a 13 de marzo |   |                  | 16 a 17 de abril | 16 a 17 de abril | 16 a 17 de abril |  |  | 14 de mayo      | 14 de mayo | 14 de mayo |
|  |                   |                   |                  |   |                  |                  |                  |                  |  |  |                 |            |            |
|  | Manchester City   | 1                 | -                |   |                  |                  |                  |                  |  |  |                 |            |            |
|  | Reading           | 0                 | -                |   |                  |                  |                  |                  |  |  |                 |            |            |
|  | Reading           | 0                 | -                |   | Manchester City  | 1                | -                |                  |  |  |                 |            |            |
|  |                   |                   |                  |   | Manchester City  | 1                | -                |                  |  |  |                 |            |            |
|  |                   | Manchester United | 0                | - |                  |                  |                  |                  |  |  |                 |            |            |
|  | Manchester United | Manchester United | 0                | - | 2                | -                |                  |                  |  |  |                 |            |            |
|  | Manchester United |                   |                  |   | 2                | -                |                  |                  |  |  |                 |            |            |
|  | Arsenal           | 0                 | -                |   |                  |                  |                  |                  |  |  |                 |            |            |
|  |                   |                   |                  |   |                  |                  |                  |                  |  |  | Manchester City | 1          |            |
|  |                   |                   | Stoke City       | 0 |                  |                  |                  |                  |  |  |                 |            |            |
|  | Birmingham City   | 2                 | -                |   |                  |                  |                  |                  |  |  |                 |            |            |
|  | Bolton Wanderers  | 3                 | -                |   |                  |                  |                  |                  |  |  |                 |            |            |
|  | Bolton Wanderers  | 3                 | -                |   | Bolton Wanderers | 0                | -                |                  |  |  |                 |            |            |
|  |                   |                   |                  |   | Bolton Wanderers | 0                | -                |                  |  |  |                 |            |            |
|  |                   | Stoke City        | 5                | - |                  |                  |                  |                  |  |  |                 |            |            |
|  | Stoke City        | Stoke City        | 5                | - | 2                | -                |                  |                  |  |  |                 |            |            |
|  | Stoke City        |                   |                  |   | 2                | -                |                  |                  |  |  |                 |            |            |
|  | West Ham United   | 1                 | -                |   |                  |                  |                  |                  |  |  |                 |            |            |

## Cuartos de final
| 12 de marzo de 2011 | Birmingham City           | 2:3 (1:1) | Bolton Wanderers                           | St Andrew's Stadium, Birmingham                     |                                                     |
|                     | Jerome 38' · Phillips 80' | Reporte   | Elmander 21' · Davies 66' · Chung-Yong 90' | Asistencia: 23.699 espectadores Árbitro(s): P. Dowd | Asistencia: 23.699 espectadores Árbitro(s): P. Dowd |

| 12 de marzo de 2011 | Manchester United      | 2:0 (1:0) | Arsenal | Old Trafford, Mánchester                           |                                                    |
|                     | Fábio 28' · Rooney 49' | Reporte   |         | Asistencia: 74.693 espectadores Árbitro(s): C. Foy | Asistencia: 74.693 espectadores Árbitro(s): C. Foy |

| 13 de marzo de 2011 | Stoke City                  | 2:1 (1:1) | West Ham United | Britannia Stadium, Stoke-on-Trent                      |                                                        |
|                     | Huth 12' · Higginbotham 63' | Reporte   | Piquionne 30'   | Asistencia: 24.550 espectadores Árbitro(s): Mike Jones | Asistencia: 24.550 espectadores Árbitro(s): Mike Jones |

| 13 de marzo de 2011 | Manchester City | 1:0 (0:0) | Reading | Estadio Ciudad de Mánchester, Mánchester                |                                                         |
|                     | Richards 74'    | Reporte   |         | Asistencia: 41.150 espectadores Árbitro(s): Lee Probert | Asistencia: 41.150 espectadores Árbitro(s): Lee Probert |

## Semifinales
| 16 de abril de 2011 | Manchester City | 1:0 (0:0) | Manchester United | Estadio Wembley, Londres                            |                                                     |
|                     | Touré 52'       | Reporte   |                   | Asistencia: 86.549 espectadores Árbitro(s): M. Dean | Asistencia: 86.549 espectadores Árbitro(s): M. Dean |

| 17 de abril de 2011 | Bolton Wanderers | 0:5 (0:3) | Stoke City                                               | Estadio Wembley, Londres                                             |                                                                      |
|                     |                  | Reporte   | Etherington 11' · Huth 17' · Jones 30' · Walters 68' 81' | Asistencia: 75.064 espectadores Árbitro(s): Howard Webb (Inglaterra) | Asistencia: 75.064 espectadores Árbitro(s): Howard Webb (Inglaterra) |

## Final
| 14 de mayo de 2011 | Manchester City | 1:0 (0:0) | Stoke City | Estadio Wembley, Londres                                    |                                                             |
|                    | Touré 74'       | Reporte   |            | Asistencia: 88.643 espectadores Árbitro(s): Martin Atkinson | Asistencia: 88.643 espectadores Árbitro(s): Martin Atkinson |

| 25         | Guardameta     | Joe Hart           |     |
| 2          | Defensa        | Micah Richards     |     |
| 4          | Defensa        | Vincent Kompany    |     |
| 19         | Defensa        | Joleon Lescott     |     |
| 13         | Defensa        | Aleksandar Kolarov |     |
| 34         | Centrocampista | Nigel de Jong      |     |
| 18         | Centrocampista | Gareth Barry       | 73' |
| 42         | Centrocampista | Yaya Touré         |     |
| 21         | Delantero      | David Silva        | 92' |
| 45         | Delantero      | Mario Balotelli    |     |
| 32         | Delantero      | Carlos Tevez       | 88' |
| Entrenador | Entrenador     | Roberto Mancini    |     |

| 29         | Guardameta     | Thomas Sørensen     |     |
| 28         | Defensa        | Andy Wilkinson      |     |
| 17         | Defensa        | Ryan Shawcross      |     |
| 4          | Defensa        | Robert Huth         |     |
| 12         | Defensa        | Marc Wilson         |     |
| 16         | Centrocampista | Jermaine Pennant    |     |
| 6          | Centrocampista | Glenn Whelan        | 85' |
| 24         | Centrocampista | Rory Delap          | 81' |
| 26         | Centrocampista | Matthew Etherington | 62' |
| 9          | Delantero      | Kenwyne Jones       |     |
| 19         | Delantero      | Jonathan Walters    |     |
| Entrenador | Entrenador     | Tony Pulis          |     |

| 11 | Centrocampista | Adam Johnson   | 73' |
| 5  | Defensa        | Pablo Zabaleta | 88' |
| 24 | Centrocampista | Patrick Vieira | 92' |

| 18 | Centrocampista | Dean Whitehead | 62' |
| 22 | Delantero      | John Carew     | 81' |
| 14 | Centrocampista | Danny Pugh     | 85' |

| Anotado | 74' | Yaya Touré | 1–0 |

|  |

| Amonestado | 40' | Robert Huth    |
| Amonestado | 76' | Andy Wilkinson |

| Árbitro             | Martin Atkinson |
| Árbitros asistentes | Adam Watts      |
| Árbitros asistentes | Simon Beck      |
| Cuarto árbitro      | Lee Probert     |

| 25         | Guardameta     | Joe Hart           |     |
| 2          | Defensa        | Micah Richards     |     |
| 4          | Defensa        | Vincent Kompany    |     |
| 19         | Defensa        | Joleon Lescott     |     |
| 13         | Defensa        | Aleksandar Kolarov |     |
| 34         | Centrocampista | Nigel de Jong      |     |
| 18         | Centrocampista | Gareth Barry       | 73' |
| 42         | Centrocampista | Yaya Touré         |     |
| 21         | Delantero      | David Silva        | 92' |
| 45         | Delantero      | Mario Balotelli    |     |
| 32         | Delantero      | Carlos Tevez       | 88' |
| Entrenador | Entrenador     | Roberto Mancini    |     |

| 29         | Guardameta     | Thomas Sørensen     |     |
| 28         | Defensa        | Andy Wilkinson      |     |
| 17         | Defensa        | Ryan Shawcross      |     |
| 4          | Defensa        | Robert Huth         |     |
| 12         | Defensa        | Marc Wilson         |     |
| 16         | Centrocampista | Jermaine Pennant    |     |
| 6          | Centrocampista | Glenn Whelan        | 85' |
| 24         | Centrocampista | Rory Delap          | 81' |
| 26         | Centrocampista | Matthew Etherington | 62' |
| 9          | Delantero      | Kenwyne Jones       |     |
| 19         | Delantero      | Jonathan Walters    |     |
| Entrenador | Entrenador     | Tony Pulis          |     |

| 11 | Centrocampista | Adam Johnson   | 73' |
| 5  | Defensa        | Pablo Zabaleta | 88' |
| 24 | Centrocampista | Patrick Vieira | 92' |

| 18 | Centrocampista | Dean Whitehead | 62' |
| 22 | Delantero      | John Carew     | 81' |
| 14 | Centrocampista | Danny Pugh     | 85' |

| Anotado | 74' | Yaya Touré | 1–0 |

|  |

| Amonestado | 40' | Robert Huth    |
| Amonestado | 76' | Andy Wilkinson |

| Árbitro             | Martin Atkinson |
| Árbitros asistentes | Adam Watts      |
| Árbitros asistentes | Simon Beck      |
| Cuarto árbitro      | Lee Probert     |

|                 |
| England         |
| Campeón         |
| Manchester City |
| 5º título       |